# Egyházasrádóc
Egyházasrádóc is een plaats (község) en gemeente in het Hongaarse comitaat Vas. Egyházasrádóc telt 1355 inwoners (2001).